# Bruno Boban
Bruno Boban (Pozega, Croacia; 12 de agosto de 1992-25 de marzo de 2018) fue un futbolista croata y primo de Zvonimir Boban, exjugador del Milán y el Celta. 

## Biografía
Boban empezó su carrera en 2014 para Slavonia Pozega, jugando con ellos por dos temporadas, y en 2016 fue transferido a NK Zagreb, donde jugó con su hermano Gabriel Boban. El 28 de febrero de 2018 fue transferido al equipo NK Marsonia, donde jugaba en la tercera división. El 25 de marzo, después de ser golpeado por un balón en el pecho, colapsó durante un partido contra el Slavonia Pozega y falleció instantes después a pesar de los intentos de reanimación.